# 바토리 (영화)
바토리(Bathory)는 헝가리에서 제작된 유라이 야코비스코 감독의 2008년 드라마, 판타지 영화이다. 안나 프릴 등이 주연으로 출연하였고 마이크 도우니 등이 제작에 참여하였다.

## 출연

### 주연
- 안나 프릴
- 카렐 로든

### 조연
- 빈센트 레건
- 한스 매디슨
- 프랑코 네로
- 안토니 번
- 볼레크 폴리프카
- 이리 마들
- 마레크 바슈트
- 야나 올호바
- 카렐 도브리
- 빈센조 니콜리
- 팀 피어스
- 잔 블라삭
- 즈덴넥 마리스카
- 페트르 자클
- 래디스라브 온드레이
- 잔 웅어

## 제작진
- Line PD: 케밴 반 톰슨